# Arp 104
Arp 104, engl. auch bekannt als Keenan’s system, ist ein interagierendes Galaxienpaar im Sternbild Ursa Major. Es besteht aus den beiden Galaxien NGC 5216 und NGC 5218, die durch eine schwach leuchtende Brücke verbunden sind. Das System ist etwa 137 Millionen Lichtjahre von der Milchstraße entfernt.
Halton Arp gliederte seinen Katalog ungewöhnlicher Galaxien nach rein morphologischen Kriterien in Gruppen. Diese Galaxie gehört zu der Klasse elliptischer Galaxien mit Verbindung zu Spiralen.
Das Objekt wurde am 19. März 1790 von William Herschel entdeckt.

## NGC 5218-Gruppe (LGG 354)
| Galaxie   | Alternativname | Entfernung/Mio. Lj |
| --------- | -------------- | ------------------ |
| NGC 5218  | PGC 47603      | 137                |
| NGC 5216  | PGC 47598      | 137                |
| PGC 47854 | UGC 8571       | 143                |